# Suur-Hollola-loppet
Suur-Hollola-loppet (fi. Suur-Hollola-ajo) är ett travlopp för 4-14-åriga varmblod som körs vid Jokimaa travcentrum i Lahtis i Finland varje år i början av juli. Tävlingen körs med tre försökslopp ena dagen och därefter ett finallopp dagen därpå. Loppen körs över 2140 meter.
Sedan 2017 är förstapris i finalloppet 120 000 euro, vilket gör loppet till ett av de största travloppen i Finland. Det är ett Grupp 1-lopp, det vill säga ett lopp av högsta internationella klass.

## Vinnare
| År   | Häst              | Kusk            | Tränare           | Tid    | Tvåa             | Trea            |
| ---- | ----------------- | --------------- | ----------------- | ------ | ---------------- | --------------- |
| 2024 | Main Stage        | Santtu Raitala  | Antti Ojanperä    | 1.11,6 | Atupem           | Crepe Match     |
| 2023 | Run For Royalty   | Antti Teivainen | Pekka Korpi       | 1.12,2 | American Hero    | Yolo Savoy      |
| 2022 | Run For Royalty   | Janne Korpi     | Pekka Korpi       | 1.12,0 | Magical Princess | Majestic Man    |
| 2021 | Mas Champ         | Santtu Raitala  | Antti Ojanperä    | 1.12,1 | Mas Capacity     | Run For Royalty |
| 2020 | Elian Web         | Jorma Kontio    | Katja Melkoo      | 1.12,8 | Hotshot Luca     | Big Headache    |
| 2019 | Hachiko De Veluwe | Jorma Kontio    | Timo Nurmos       | 1.11,6 | Ranch Kelly      | Atupen          |
| 2018 | Ranch Kelly       | Hannu Torvinen  | Anne Luttinen     | 1.11,8 | Elian Web        | Joe Di Maggio   |
| 2017 | Venice            | Mika Forss      | Heikki Korhonen   | 1.12,4 | Jonesy           | Elian Web       |
| 2016 | Venice            | Mika Forss      | Heikki Korhonen   | 1.12,5 | Surprise Lord    | Jonesy          |
| 2015 | Express Duo       | Pekka Korpi     | Pekka Korpi       | 1.13,0 | Shadow Woodland  | Greenleaf Slim  |
| 2014 | Super Frido       | Markku Nieminen | Markku Nieminen   | 1.11,3 | Pike River       | Up-Date Hoss    |
| 2013 | Day Cruise        | Antti Teivainen | Markku Nieminen   | 1.12,2 | Aaron de Veluwe  | Edward Ale      |
| 2012 | Up-Date Hoss      | Erik Adielsson  | Stig H. Johansson | 1.12,9 | She Loves You    | Aaron de Veluwe |
| 2011 | Target Hoss       | Jorma Kontio    | Timo Nurmos       | 1.13,5 | Le Cannibale     | Orlando Croft   |
| 2010 | Bob Hope          | Jorma Kontio    | Timo Nurmos       | 1.14,3 | Photocopy        | Dundee          |
| 2009 | Bob Hope          | Jorma Kontio    | Timo Nurmos       | 1.13,2 | Photocopy        | Ribaude         |